# Le Saut de la mort (film, 1912)
Pour plus de détails, voir Fiche technique et Distribution.
Le Saut de la mort (Dødsridtet) est un film danois réalisé par Rasmus Ottesen, sorti en 1912.

## Synopsis
Le film documente une cascade équestre spectaculaire présentée comme le clou d'un spectacle itinérant : un cheval monté par un cavalier s'élance depuis une plateforme pour atterrir dans un bassin d'eau. À travers cette séquence, Le Saut de la mort met en scène le goût du risque et de la performance physique dans le cadre des divertissements populaires du début du XXe siècle.

## Fiche technique
- Titre original : Dødsridtet
- Réalisation : Rasmus Ottesen
- Scénario : Carl Theodor Dreyer
- Société de production : Det Skandinavisk-Russiske Handelshus
- Pays d'origine :  Danemark
- Genre : Film muet, documentaire
- Durée : 30 minutes
- Date de sortie : 10 juillet 1912

## Distribution
- Rasmus Ottesen : lui-même
- Carl Theodor Dreyer : le balloniste
- Emilie Sannom : non précisé

## Production
Le Saut de la mort est produit par la société danoise Det Skandinavisk-Russiske Handelshus, active dans le cinéma muet entre 1911 et 1913. Le film marque les débuts de Carl Theodor Dreyer comme scénariste ; il y joue également un petit rôle de balloniste, en lien avec sa fascination pour l’aérostation.
Le tournage a probablement eu lieu à Copenhague, où la société disposait d’installations permanentes. Le film est présenté pour la première fois le 10 juillet 1912 au Victoria-Teatret de Copenhague.
La cascadeuse Emilie Sannom, connue pour ses performances acrobatiques, apparaît au générique, bien que son rôle exact ne soit pas documenté.